# 瑞基威之役
瑞基威之役（英語：Battle of Ridgeway）於1866年6月2日爆發，當時一些芬尼亞兄弟會從美國出發至安大略省附近的瑞基威，與當地的加拿大士兵發生衝突。這亦是所謂的“芬尼亚突袭”。最後很多芬尼亚人不敵而降。